# Alberto V, Duque de Saxe-Coburgo
Alberto V de Saxe-Coburgo (24 de maio de 1648 – 6 de agosto de 1699), foi um duque de Saxe-Coburgo.

## Biografia
Alberto era o quinto filho, mas segundo que chegou à idade adulta, do duque Ernesto I de Saxe-Gota e da sua esposa, a duquesa Isabel Sofia de Saxe-Altemburgo. Nasceu na cidade de Gota, na Alemanha.
Quando o seu pai morreu em 1675, Alberto tornou-se governante do ducado de Saxe-Gota-Altemburgo juntamente com os seus irmãos e passou a residir na cidade de Saalfeld. Em 1680, depois de ter concluído um tratado de participação com os irmãos, recebeu a cidade de Coburgo, que passou a ser a sua residência. Depois de morrer sem deixar descendentes em Coburgo, as suas terras foram disputadas entre os irmãos, mas Coburgo acabaria por ser herdada pelo seu irmão mais novo, o duque João Ernesto.

## Casamentos e descendência
Alberto casou-se pela primeira vez na cidade de Gota a 18 de julho de 1676 com a duquesa Maria Isabel de Brunswick-Wolfenbüttel, duquesa-viúva de Saxe-Weimar. Tiveram apenas um filho:
- Ernesto Augusto de Saxe-Coburg (1 de setembro de 1677 - 17 de agosto de 1678)

Maria Isabel morreu a 15 de fevereiro de 1687.
Um ano depois, no dia 24 de maio de 1688, Alberto casou-se em Coburgo com Susanne Elisabeth Kempinsky que recebeu o título de condessa Kempinsky de Schwisitz e Altenhofen. Não tiveram filhos.

## Genealogia
| Alberto V de Saxe-Coburgo | Pai: Ernesto I de Saxe-Gota          | Avô paterno: João II, Duque de Saxe-Weimar    | Bisavô paterno: João Guilherme, Duque de Saxe-Weimar     |
| Alberto V de Saxe-Coburgo | Pai: Ernesto I de Saxe-Gota          | Avô paterno: João II, Duque de Saxe-Weimar    | Bisavó paterna: Doroteia Susana do Platinado-Simmern     |
| Alberto V de Saxe-Coburgo | Pai: Ernesto I de Saxe-Gota          | Avó paterna: Doroteia Maria de Anhalt         | Bisavô paterno: Joaquim Ernesto, Príncipe de Anhalt      |
| Alberto V de Saxe-Coburgo | Pai: Ernesto I de Saxe-Gota          | Avó paterna: Doroteia Maria de Anhalt         | Bisavó paterna: Leonor de Württemberg                    |
| Alberto V de Saxe-Coburgo | Mãe: Isabel Sofia de Saxe-Altemburgo | Avô materno: Isabel de Brunswick-Wolfenbüttel | Bisavô materno: Henrique Júlio de Brunswick-Wolfenbüttel |
| Alberto V de Saxe-Coburgo | Mãe: Isabel Sofia de Saxe-Altemburgo | Avô materno: Isabel de Brunswick-Wolfenbüttel | Bisavó materna: Isabel da Dinamarca                      |
| Alberto V de Saxe-Coburgo | Mãe: Isabel Sofia de Saxe-Altemburgo | Avó materna: João Filipe de Saxe-Altemburgo   | Bisavô materno: Frederico Guilherme I de Saxe-Weimar     |
| Alberto V de Saxe-Coburgo | Mãe: Isabel Sofia de Saxe-Altemburgo | Avó materna: João Filipe de Saxe-Altemburgo   | Bisavó materna: Maria Ana de Neuburg                     |